# Баррос, Ана Беатрис
А́на Беатри́с Ба́ррос-Эль Саи́ти (порт.-браз. Ana Beatriz Barros-El Chiaty; 29 мая 1982, Итабира, Бразилия) — бразильская супермодель, известна как одна из ангелов Victoria’s Secret.

## Биография

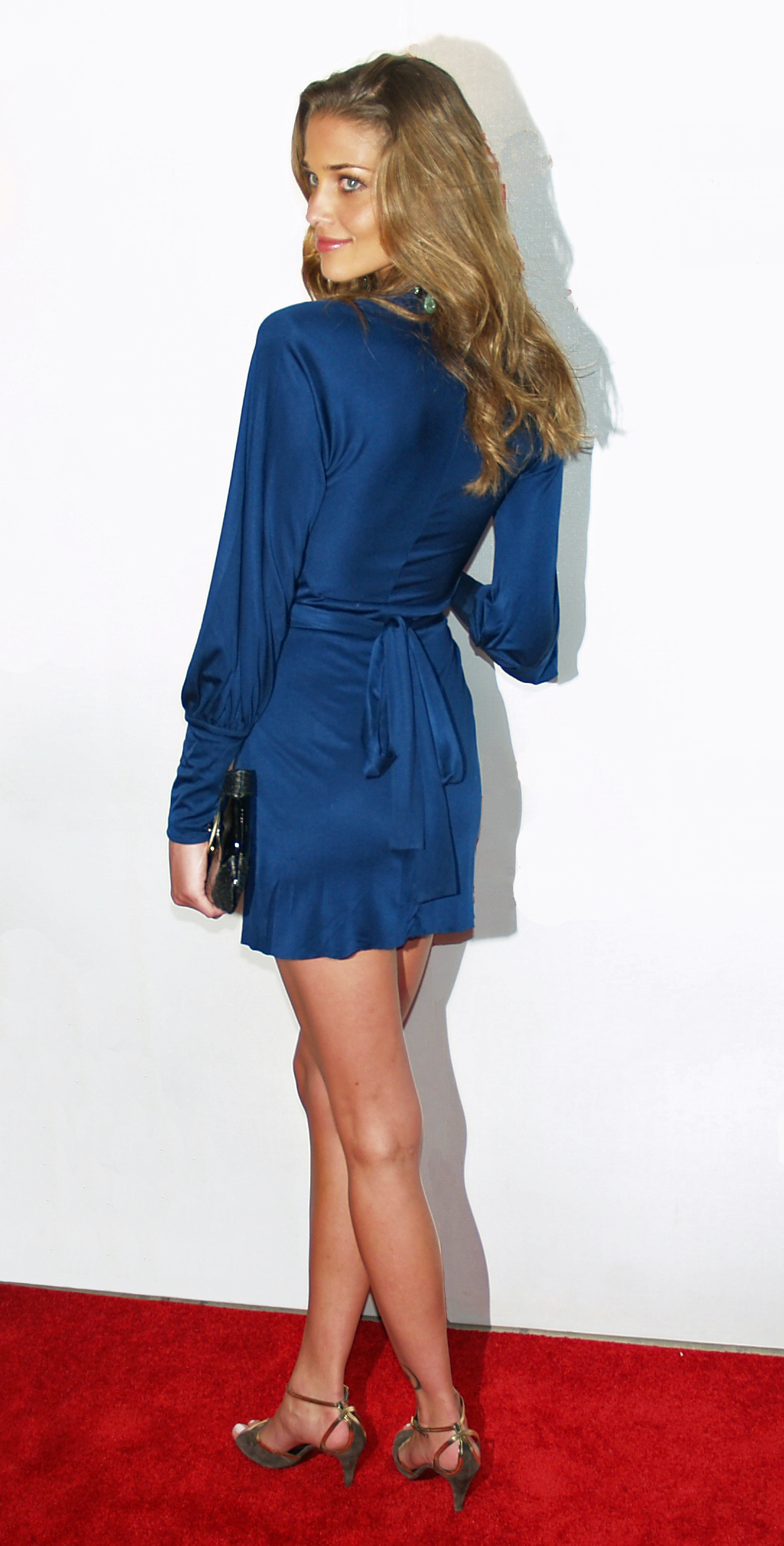

Родилась в маленьком городке Итабира, Минас-Жерайс, Бразилия. В ней течет кровь испанцев, итальянцев и португальцев.
Позже семья переехала в Рио-де-Жанейро, где Ана Беатрис провела своё детство. В настоящее время живёт в Нью-Йорке, США.
С 8 июля 2016 года Ана Беатрис замужем за Каримом Элем Саити. У супругов есть сын — Карим Хамид Эль Саити (род. 03.12.2017).

### Карьера
Ана Беатрис участвовала в рекламных кампаниях Guess, Christian Dior, Armani Jeans, Oakley, L’Oréal, Naf Naf, Diesel, Ermanno Scervino, Victoria’s Secret, Chanel cosmetics и Jennifer Lopez’s JLo fashion line. В 2004 году Дженнифер Лопес выбрала Ану Беатрис лицом своей новой линии дизайнерской одежды JLo Lingerie.
Баррос также представляла такие бренды, как Valentino, Missoni, Gucci, Christian Dior, Versace, Emporio Armani, BCBG, DKNY, Jean Paul Gaultier, Dolce & Gabbana, Michael Kors (Red Oak) и Elie Saab.
Ана Беатрис появлялась на обложках журналов Glamour, Vogue, Marie Claire, Allure, Audi magazine, W, ELLE и семь раз в Sports Illustrated in the Swimsuit Issue (2002, 2003, 2004, 2005, 2006, 2007, 2008).
В 2010 году стала лицом туалетной воды Eternal Magic от AVON.